# Solitarul (roman)
Solitarul (franceză: Le Solitaire) este un roman din 1973 scris de Eugen Ionescu. Este singurul roman scris de dramaturgul Ionescu.